# Juliana Olšanská
Svatá Juliana Jurjevna Olšanská nebo také Holšanská (1550, Volyň – 1566, Kyjev) byla kněžna z rodu Holšanských a panna.

## Život
Narodila se v rodině Jurije Olšanského, jednoho z dobrodinců Kyjevskopečerské lávry. Jednou z jejích příbuzných byla také královna Sofie Litevská. O zbožnosti její rodiny svědčí závěť jejího otce. Ve své závěti odkázal finance několika chrámům a monastýrům.
Juliana žila krátký život a zemřela v 16 letech. Její tělo bylo pohřbeno poblíž Kyjevskopečerské lávry.
Pravoslavnou církví je ctěna pro svou cudnost, poslušnost rodičům, vztah k méněcenným a především pro svou křesťanskou dobročinnost.
Na začátku 17. století bylo její tělo vykopáno a nalezeno neporušené bez tlení. Poté bylo přeneseno do chrámu.
Za doby metropolity kyjevského Petra Mohyly bylo tělo uloženo do nového relikviáře. Důvodem bylo zjevení, které měl sám metropolita a ve kterém mu Juliana vyčítala jeho nedostatek víry a zanedbání jejích ostatků.
Podle jednoho příběhu přišel do lávry arián Vasilij, který požádal pod záminkou uctění svatých ostatků odkrytí jejího těla. Když vyšel poté z chrámu, tak padl mrtvý k zemi. Při prohlídce jeho těla bylo zjištěno, že ukradl Julianě prsten. Od této chvíle byla Juliana uctívána.
U jejího těla bylo vykonáno mnoho zázraků.
Její relikvie byly roku 1718 částečně spáleny při požáru lávry. Poté byly přeneseny do Blízkých jeskyní lávry.